# おみおくりの作法
『おみおくりの作法』（おみおくりのさほう、Still Life）は、2013年のイギリス・イタリア合作のドラマ映画。監督・脚本はウベルト・パゾリーニ、出演はエディ・マーサンとジョアンヌ・フロガットなど。パゾリーニ監督がガーディアン紙に掲載された「孤独死した人物の葬儀を行なう仕事」に関する記事から着想を得て、ロンドン市内の民生係に同行して実在の人物や出来事について取材を重ねた末に誕生した作品である。
2013年8月末から9月にかけて開催された第70回ヴェネツィア国際映画祭のオリゾンティ部門で初上映され、監督賞を含む4賞を受賞している。
本作をリメイクした日本映画『アイ・アム まきもと』が2022年に公開された。

## ストーリー
ロンドン市ケニントン地区の民生係ジョン・メイは、孤独死した市民の埋葬を22年間たった一人で行なっている。事務的に処理することもできるのだが、几帳面な性格のジョンは、数日前まで腐乱死体が横たわっていた部屋にも立ち入って遺品を整理し、遺族の情報を見つけて連絡を取り、葬儀への出席を打診して宗派ごとの形式で式を執り行い、埋葬まで誠意をもって丁寧に「おみおくり」して来た。
44才で独身のジョンは身寄りや友人もいない孤独な男で、狭い共同墓地に埋められないように、自分の墓地は見晴らしの良い場所を購入済みだった。遺体が出るごとに親族を探し回るが、見つかっても故人と確執のある場合が多く、葬儀への出席を断られ、ジョンが一人で出席することが殆どである。 
ジョンの住むアパートの隣の棟の、ちょうどジョンの部屋の向かいに住むビリー・ストークという男が亡くなる。存在も知らなかったビリーの遺品を片付け始めたところで、ジョンは解雇通知を受け取る。葬儀まで行うジョンのやり方は非効率で経費もかかり過ぎると問題になったのである。ジョンはビリー・ストークの案件を終えるまで3日間の猶予を請う。
ビリーの遺品から軍隊勤めの後、パン工場で働いていたことを知ったジョンは、役所を無断欠勤して探索の旅に出る。パン工場の古参の職人から、ジョンの恋人メアリーの存在を教えられたが、メアリーはすでに新しい家庭を築いていた。メアリーの娘はビリーの実子だったが、母娘ともに葬儀への出席は断る。パン工場を辞めた後のビリーは刑務所に入り、ホームレスになったこともジョンは調べ上げる。 
ビリーがパン工場に勤める以前に結婚していたことを突き止めたジョンは、娘のケリーを探し当てる。ケリーは失踪した父に複雑な感情を持っていたが、熱心に父の履歴を調べたジョンの誠意にほだされて、ジョンと葬儀の打ち合わせをし、葬儀後に会う約束までして別れる。ウキウキしてペアのマグカップを買ったジョンは直後に車に轢かれて死ぬ。 
ビリーが葬られたのは、ジョンが自分のために購入していた場所を譲った見晴らしの良い墓地だった。ジョンが訪ねた故人の知人たちやメアリー母娘など、参列者は少人数ながら埋葬は温かい式となる。同時刻に行われたジョンの葬儀に参列者はなく、埋葬されたのは共同墓地だった。しかし、ジョンの墓の周りには、22年間にジョンが葬儀で見送った多数の霊たちが集まって来る。

## キャスト
※括弧内は日本語吹替
- ジョン・メイ: エディ・マーサン（御友公喜） - 44歳の独身。
- ケリー・ストーク: ジョアンヌ・フロガット（英語版）（衣鳩志野）
- メアリー: カレン・ドルーリー（英語版）
- プラチェット氏: アンドリュー・バカン（英語版）（家中宏）
- ジャンボ: キアラン・マッキンタイア（宮崎敦吉）
- シャクティ: ニール・ディスーザ
- ホームレスの男: ポール・アンダーソン
- ホームレスの男: ティム・ポッター（英語版）

## 作品の評価

### 映画批評家によるレビュー
Rotten Tomatoesによれば、批評家の一致した見解は「『おみおくりの作法』は静かでお上品に展開するので観る人の中には型通りで消極的と誤解する人もいるかもしれないが、偽りのない痛切さで忍耐に報いてくれる作品である。」であり、42件の評論のうち高評価は64%は27件で、平均点は10点満点中6.20点となっている。
Metacriticによれば、15件の評論のうち、高評価は3件、賛否混在は12件、低評価はなく、平均点は100点満点中45点となっている。

### 受賞歴
- 第40回報知映画賞 海外作品賞（2015年）[6]
- 第89回キネマ旬報ベスト・テン 外国映画ベスト・テン 10位[7]

## その他
主演のエディ・マーサンは本作の脚本を読んだ印象を訊かれ、「計算されたアイデアや小手先で書かれた脚本ではなく、真面目で誠実で、とても珍しくユニークだったので私はぜひとも演じたいと思いました」と答えている。